# Montigny-sur-Aube
Montigny-sur-Aube è un comune francese di 325 abitanti situato nel dipartimento della Côte-d'Or nella regione della Borgogna-Franca Contea.

## Società

### Evoluzione demografica
Abitanti censiti